# Użranki
Użranki (niem. Uszranken, od 1881 Königshöhe) – wieś w Polsce położona w województwie warmińsko-mazurskim, w powiecie mrągowskim, w gminie Mrągowo. W latach 1975–1998 miejscowość administracyjnie należała do województwa olsztyńskiego. Do 1945 r. wieś należała do powiatu giżyckiego (wtedy powiat lecki, od dawnej nazwy Lec).
W pobliżu wsi znajduje się najwyższe wzniesienie na Pojezierzu Mrągowskim – Królewska Góra (212 m n.p.m.). W 1845 r. zatrzymał się tu król pruski Fryderyk Wilhelm IV, w czasie swojej podróży po Prusach, i spotkał się z wielotysięcznym tłumem ludzi, wynędzniałym na skutek klęski nieurodzaju. Ludności witała swojego króla ze słowami "dajcie nam chleba". Dla upamiętnienia tej wizyty wzniesienia nazwano Królewską Górą (Königshöhe) a od 1881 nazwę przeniesiono na wieś. Niedaleko od wsi (w kierunku na Muntowo) znajdują się też głazy narzutowe – Bliźniaki. Według nazwa wsi jest pochodzenia pruskiego – isrankut znaczy w języku staropruski „uwolniony, wybawiony”.
Na terenie wsi działalność duszpasterską prowadzi parafia rzymskokatolicka pw. św. Piotra i Pawła, do której należy kościół pod tym samym wezwaniem oraz filiał Parafii Ewangelicko-Augsburskiej w Mrągowie z kaplicą w budynku nr 18.

## Historia
Wieś założona w 1555 r., w dokumentach zapisywana była pod nazwami: Oszrannicken, Usranki, Uszranken, Königshöhe. Wieś powstała w wyniku sprzedaży (za 180 grzywien) braciom Wawrzyńcowi i Mikołajowi Klemczykom sześciu włók ziemi, znajdującej się w lesie zwanym Sądry, celem założenia wsi czynszowej (na prawie chełmińskim) na 60 włókach, z okresem 11 lat wolnizny (zwolnienia od czynszu na czas zagospodarowania). Transakcję zawarł Jerzy von Diebes, starosta ryński. W dokumencie lokacyjnym zapisano nazwę Oszrannicken. Według pomiarów z 1673 r. obszar wsi wynosił tylko 46 włok (ok. 768ha), oprócz 6 włok sołeckich obsadzonych było 40 łanów chłopskich, na których znajdowało się 13 gospodarstw czynszowych. W 1719 r. sołtysem był Georg Schwarz. W tym roku na 40 włókach było 14 gospodarstw zobowiązanych do szarwarku. Przynależny do wsi las nie zaspokajał potrzeb opałowych, toteż opał pochodził głównie z zakupów. Szkoła we wsi powstała po 1740 r. W latach 1747–1752 na pustkach osadzono 6 chłopów. W 1785 r. wieś liczyła 35 gospodarstw domowych, była też karczma wiejska, którą prowadził Friedrich Adamy.
W 1815 było już 46 domów i 253 mieszkańców. W tym czasie na 16 łanach było 5 gospodarstw dziedzicznych na prawie chełmińskich, na 28 łanach było 14 gospodarstw szarwarcznych oraz na 10 łanach 6 innych gospodarstw a jeden łan należał do karczmy. W 1830 r. liczba gospodarstw wzrosła do 56. W 1838 odnotowano 52 domy i 308 osób. Po separacji gruntów w 1847 r., w następnych latach chłopi zakładali swoje siedliska na swoich gruntach, poza wsią. Powstawały powstały tak zwane wybudowania (kolonie). W rezultacie zabudowa wsi zmieniała się ze zwartej na kolonijną i rozproszoną. W 1849 r. określano Użranki jako "wieś chełmińską" z 21 domami i 323 mieszkańcami. W 1870 r. było tu 370 mieszkańców. Kościół wybudowano pod koniec XIX w. w stylu neogotyckim. W 1892 Użranki stały się siedzibą nowej parafii ewangelickiej. W skład parafii wchodziły także miejscowości: Jora Wielka, Jora Mała, Mierzejewo, Notyst Mały, Śniodowo, Zalec. W 1896 r. we wsi było 1900 mieszkańców, w tym 1500 Polaków.
Szkoła powstała w połowie XIX w. W tym czasie we wsi działało targowisko. W 1907 r. zbudowano drogę z Użranek do Jory Wielkiej. W okresie międzywojennym wśród 62 gospodarstw chłopskich przeważały małe i średnie: 14 gospodarstw miało obszar w granicach 10-20 ha, 15 w granicach 20-100 ha. W 1927 r. założono spółkę wodno-melioracyjną, która osuszyła wiele okolicznych łąk. W latach 1916–1934 zbudowano m.in. dom mieszkalny dla żandarma, dom dla pielęgniarki gminnej oraz bliźniak mieszkalny w jednym z gospodarstw chłopskich. Wieś zelektryfikowano w 1925 r. W tym okresie w Użrankach działała dwuklasowa szkoła wiejska, w której uczyło się 120 dzieci. W 1928 r. wieś liczyła 497 mieszkańców a w 1939 r. we wsi mieszkało 477 osób.

## Wspólnoty wyznaniowe

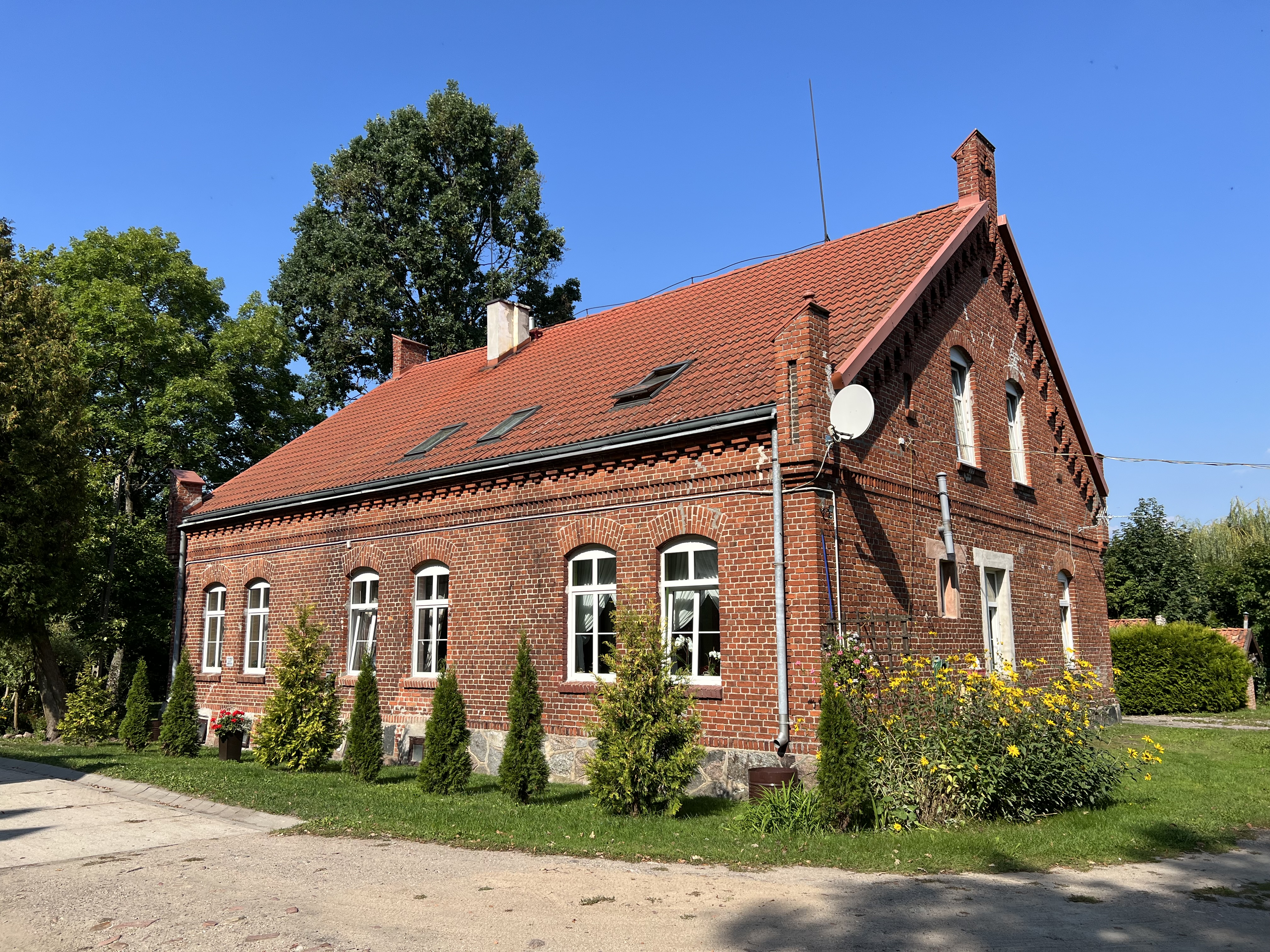
Kaplica ewangelicko-augsburska w Użrankach

- Kościół Ewangelicko-Augsburski w RP:
  - filiał Użranki należący do parafii w Mrągowie[6]
- Kościół rzymskokatolicki:
  - parafia Świętych Apostołów Piotra i Pawła[5]